# Nomenclatura química checa
Los fundamentos de la nomenclatura química checa (término oficial en checo: české chemické názvosloví) y de su terminología, se establecieron durante las décadas de 1820 y 1830. Estas primeras convenciones se adaptaron a la lengua checa, y siendo mayoritariamente el trabajo de una sola persona, proporcionaron un sistema coherente de nombrar compuestos químicos. Con el tiempo, la nomenclatura se expandió considerablemente, siguiendo las recomendaciones establecidas por la Unión Internacional de Química Pura y Aplicada (IUPAC) en épocas más recientes.
A diferencia de la nomenclatura utilizada en biología o medicina, la nomenclatura química ha permanecido más cerca de la lengua checa, utilizando las reglas de inflexión y pronunciación checas pero desarrollando su propio sistema, muy complejo, de morfemas (tomados del griego y del latín), gramática, sintaxis, puntuación y uso de paréntesis y números. Ciertos términos (como por ejemplo etanol) utilizan una transcripción fonética, pero las reglas para deletrearlos son inconsistentes.

## Historia
Los alquimistas medievales en territorio checo utilizaron una terminología oscura e inconsistente para describir sus experimentos. Edward Kelly, un alquimista de la corte de Rodolfo II, incluso inventó su lengua secreta propia. El desarrollo de la industria en la región durante el siglo XIX y el fervor nacionalista provocado por el Resurgimiento Nacional Checo, llevó al desarrollo de terminologías checas para las ciencias naturales y aplicadas. 
Jan Svatopluk Presl (1791-1849), un científico y naturalista multidisciplinar, propuso unas nuevas nomenclatura y terminología checas en sus libros Lučba čili chemie zkusná (1828-1835) y Nerostopis (1837). Presl había inventado neologismos checos para la mayoría de los elementos químicos entonces conocidos; incluyendo vodík - hidrógeno, kyslík - oxígeno, uhlík - carbono, dusík - nitrógeno y křemík - silicio; que introdujo en la lengua checa.  Presl también creó convenciones para designar los óxidos, donde el componente electronegativo del compuesto pasaba a ser el sustantivo, y el componente electropositivo un adjetivo. A su vez, los adjetivos estaban asociados con un sufijo, según el número de valencia del componente representado (originalmente había cinco sufijos: -ný, -natý, -itý, -ový, -elý; posteriormente expandidos a ocho por Vojtěch Šafařík: -ný, -natý, -itý, -ičitý, -ičný y -ečný, -ový, -istý, -ičelý). Las sales se identificaban con el sufijo -an añadido al sustantivo. Muchos de los términos creados por Presl derivan del latín, alemán o ruso; solo algunos tuvieron éxito y se han seguido usando.
Un intento similar, publicado en "Orbis pictus" (1852), por Karel Slavoj Amerling (1807-1884) con el objeto de crear nombres checos para los elementos químicos (y para ordenar los elementos en una estructura, similar al trabajo del químico ruso Nikolái Bekétov) no tuvo éxito.
El trabajo más tardío en la nomenclatura química checa fue realizado por Vojtěch Šafařík (1829-1902). En 1876, Šafařík empezó a publicar la revista "Listy chemické", la primera revista de química en Austria-Hungría (publicada posteriormente bajo el nombre de "Chemické Listy"). Esta revista ha jugado una función importante en la codificación de la nomenclatura y de la terminología checas. Durante un congreso de químicos checos en 1914, la nomenclatura fue revisada, y el nuevo sistema se convirtió en norma en 1918. Alexandr Sommer-Batěk (1874-1944) y Emil Votoček (1872-1950) fueron dos importantes proponentes de este cambio. Las convenciones originales de Presl quedaron en uso, pero formando solo una pequeña parte del sistema de nomenclatura.
Varios cambios se aplicaron a la terminología básica durante la segunda mitad del siglo XX, normalmente tendiendo a utilizar la nomenclatura internacional; por ejemplo, el antiguo término kysličník fue oficialmente reemplazado por oxid (óxido), uhlovodan por sacharid y más tarde incluso karbohydrát (carbohidrato) y cambió la escritura de algunos elementos químicos; por ejemplo Berylium (con una "l") pasó a ser Beryllium (con dos "l"). La adopción de estos cambios ha sido bastante lenta, y décadas después todavía se seguían utilizando con frecuencia los antiguos términos.
La Academia Checoslovaca de Ciencias (fundada en 1953) asumió la tarea de mantener e implantar en la nomenclatura checa las recomendaciones de la IUPAC. Después de la Revolución de Terciopelo (1989) esta iniciativa se ralentizó considerablemente.

### Organizaciones
- Revista Chemické listy (Relación de artículos sobre nomenclatura, en checo, ISSN 1213-7103, versión impresa ISSN 0009-2770)
- Sociedad Química checa (Česká společnost chemická, ČSCH, fundado en 1866)
- Centro Nacional de la IUPAC para la República Checa

- Datos: Q5201821